# Scala (piłkarz)
Scala, właśc. Luís Carlos Scala Loureiro (ur. 31 lipca 1940 w Rio Grande, zm. 10 października 2007 w Natalu) – brazylijski piłkarz, występujący podczas kariery na pozycji środkowego obrońcy.

## Kariera klubowa
Karierę piłkarską Scala rozpoczął w klubie SC Rio Grande w 1959. W latach 1960–1964 był zawodnikiem Riograndense Santa Maria. W latach 1964–1971 występował w SC Internacional. Z Internacionalem trzykrotnie zdobył mistrzostwo stanu Rio Grande do Sul – Campeonato Gaúcho w 1969, 1970 i 1971.
W Internacionalu 28 listopada 1971 w przegranym 0-1 meczu z Clube Atlético Mineiro zadebiutował w lidze brazylijskiej. W 1972–1973 występował w Botafogo FR. W 1973 krótko występował w Coritibie, po czym został zawodnikiem Amériki Natal, w której zakończył karierę w 1974. Z Amériką zdobył mistrzostwo stanu Rio Grande do Norte – Campeonato Potiguar w 1974. W Américe 5 czerwca 1974 w przegranym 0-3 meczu z SC Internacional Scala po raz ostatni wystąpił w lidze. Ogółem w latach 1971–1974 rozegrał w lidze 45 spotkań, w których strzelił bramkę.

## Kariera reprezentacyjna
Jedyny raz w reprezentacji Brazylii Scala wystąpił 17 grudnia 1968 w zremisowanym 3-3 towarzyskim meczu z reprezentacją Jugosławii.